# Демир, Мухаммет
Мухаммет Демир (тур. Muhammet Demir; 10 января 1992 года, Араклы, Турция) — турецкий футболист, нападающий клуба «Газиантеп».

## Клубная карьера
Мухаммет Демир присоединился к «Бурсаспору» в 2005 году, подписал с ним профессиональный контракт в 2007 году. Он дебютировал в Суперлиге в последнем туре чемпионата 2008/2009, выйдя на замену на 86-й минуте поединка против «Газиантепспора». Демир регулярно тренировался с основным составом «Бурсаспора», но провёл за него крайне мало игр из-за травм.
Английские клубы «Челси» и «Вест Хэм Юнайтед» проявляли интерес к нему после того, как он отметился дублем в ворота молодёжной сборной России, играя соответственно за сверстников из своей страны. «Бурсаспор» отклонил оба предложения, заявив, что Демиру слишком рано покидать клуб. Футболист же заявил, что не хочет выступать за стамбульские клубы, такие как «Фенербахче» или «Галатасарай», а желает играть за границей.
После отказа подписать новый контракт с «Бурсаспором» Демир перешёл в «Газиантепспор» в январе 2011 года. В последний день трансферного периода нападающий согласился подписать с ним контракт сроком на четыре с половиной года.
2 июля 2019 года Демир стал футболистом клуба «Истанбул Башакшехир», заключив с ним соглашение, рассчитанное на четыре года. Спустя два месяца игрок был отдан в аренду на сезон команде «Газиантеп», дебютировавшей тогда в турецкой Суперлиге. 